# ダウ (企業)
ダウ（英: Dow Inc.）は、アメリカ合衆国・ミシガン州・ミッドランドに本社を置く株式会社。化学工業メーカーのダウ・ケミカルおよび関連会社を保有している。ニューヨーク証券取引所上場企業（NYSE: DOW）。
ダウの基となるダウ・ケミカル（ザ・ダウ・ケミカル・カンパニー、The Dow Chemical Company）が2015年12月11日、デュポンとの対等合併を発表し、2017年9月、両社はダウ・デュポン（DowDuPont,Inc.）に経営統合された。この経営統合は両社の事業を、素材科学事業、特殊化学品事業、農業関連事業を行う3つの会社へ再編することを目的として行われ、このうち2019年4月1日、ダウ・デュポンから素材科学事業がスピンオフする形で、Dow Inc.が設立、翌4月2日からニューヨーク証券取引所にて株式の取引が開始された。